# آيت داود
آيت داود أو توابه هو من أٌقدم الأعراش وأوسعها نفوذا في القبيلة الشاوية العريقة «زناته» وذلك في إقليم الشرق الجزائري...تضم العديد من العائلات والأهالي الذين يمتازون بالكرم والإيثار وحب الآخرين، ولعل أبرز مايعجبك فيهم عزة نفسهم حيث أنهم متعلقون بجذورهم ومتماشون مع عقبات الزمن والعصر في آن واحد.